# روكستار تورونتو
روكستار تورونتو (بالإنجليزية: Rockstar Toronto؛ سابقًا روكستار كندا (Rockstar Canada)) هو فريق تطوير ألعاب كندي تابع لشركة روكستار التابعة لشركة تيك-تو إنترأكتيف تأسس في عام 1999 م. من أشهر ألعابه غراند ثفت أوتو 2.

## الإصدارات
| الاسم                                    | تاريخ الإصدار | الأجهزة                                   | بالتعاون مع                          | التصنيف |
| ---------------------------------------- | ------------- | ----------------------------------------- | ------------------------------------ | ------- |
| جراند ثفت أوتو: لندن 1969                | 1999-04-30    | الكمبيوتر الشخصي، بلاي ستيشن              | روكستار نورث                         | 17+     |
| أوني                                     | 2001-01-29    | بلاي ستيشن 2                              | بنجي                                 | 13+     |
| ماكس باين                                | 2001-07-23    | بلاي ستيشن 2                              | ريميدي إنترتيمنت                     | 17+     |
| ماكس باين 2: ذا فول أوف ماكس باين        | 2003-12-03    | بلاي ستيشن 2                              | ريميدي إنترتيمنت، روكستار فيينا      | 17+     |
| ذا واريورز                               | 2005-10-17    | بلاي ستيشن 2، إكس بوكس، بلاي ستيشن بورتبل | روكستار ليدز                         | 17+     |
| مان هانت 2                               | 2007-10-29    | وي                                        | روكستار لندن، روكستار فيينا          | 17+     |
| بولي                                     | 2008-03-04    | وي                                        | روكستار فانكوفر، روكستار نيو انغلاند | 13+     |
| جي تي أي 4                               | 2008-12-02    | الكمبيوتر الشخصي                          | روكستار نورث                         | 17+     |
| جراند ثفت أوتو: إبيسودز فروم ليبرتي سيتي | 2010-04-13    | الكمبيوتر الشخصي                          | روكستار نورث                         | 17+     |

## روابط خارجية
- روكستار تورونتو على موقع IMDb (الإنجليزية)